# Grand Prix Francji 1979
Grand Prix Francji 1979 (oryg. Grand Prix de France) – ósma runda Mistrzostw Świata Formuły 1 w sezonie 1979, która odbyła się 1 lipca 1979, po raz trzeci na torze Dijon-Prenois.
65. Grand Prix Francji, 29. zaliczane do Mistrzostw Świata Formuły 1.

## Klasyfikacja
| Legenda oznaczeń w tabelach wyników Wyświetl szablon na nowej stronie | Legenda oznaczeń w tabelach wyników Wyświetl szablon na nowej stronie                                                                     |
| Oznaczenie                                                            | Wyjaśnienie |
| --------------------------------------------------------------------- | --- |
| Złoty                                                                 | Zwycięzca lub mistrzostwo |
| Srebrny                                                               | 2. miejsce lub wicemistrzostwo |
| Brązowy                                                               | 3. miejsce lub II wicemistrzostwo |
| Zielony                                                               | Ukończył, punktował (w klasyfikacji generalnej, gdy zdobył co najmniej jeden punkt na przestrzeni sezonu, poza trzema powyższymi opcjami) |
| Niebieski                                                             | Ukończył, nie punktował (w klasyfikacji generalnej, gdy nie zdobył co najmniej jednego punktu na przestrzeni sezonu)                      |
| Czerwony                                                              | Nie zakwalifikował się (NZ) |
| Czerwony                                                              | Nie prekwalifikował się (NPK) |
| Różowy                                                                | Nie ukończył (NU) |
| Różowy                                                                | Niesklasyfikowany (NS) (w klasyfikacji generalnej, gdy nie został sklasyfikowany w żadnym wyścigu sezonu)                                 |
| Czarny                                                                | Zdyskwalifikowany (DK) |
| Czarny                                                                | Wykluczony (WYK/EX) |
| Biały                                                                 | Nie wystartował (NW) |
| Biały                                                                 | Kontuzjowany (K/INJ) |
| Biały                                                                 | Wyścig odwołany (OD/C) |
| Bez koloru                                                            | Został wycofany (WYC/WD) |
| Bez koloru                                                            | Nie przybył (NP/DNA) |
| Bez koloru                                                            | Nie brał udziału w treningach (NT/DNP) |
| Bez koloru                                                            | Nie został zgłoszony (–) |
| Pogrubienie                                                           | Start z pole position |
| Kursywa                                                               | Najszybsze okrążenie wyścigu |
| †                                                                     | Nie ukończył, ale jego rezultat został zaliczony ze względu na przejechanie więcej niż 90% dystansu wyścigu.                              |
| *                                                                     | Sezon w trakcie |
| 1/2/3                                                                 | Punktowana pozycja w sprincie kwalifikacyjnym                                                                                             |
| Lista systemów punktacji Formuły 1                                    | |

| Pos | No | Kierowca              | Konstruktor        | Okrążeń | Czas/powód NU | Poz. Start. | Punktów |
| --- | -- | --------------------- | ------------------ | ------- | ------------- | ----------- | ------- |
| 1   | 15 | Jean-Pierre Jabouille | Renault            | 80      | 1:35:20.42    | 1           | 9       |
| 2   | 12 | Gilles Villeneuve     | Ferrari            | 80      | +14.59 sek.   | 3           | 6       |
| 3   | 16 | René Arnoux           | Renault            | 80      | +14.83 sek.   | 2           | 4       |
| 4   | 27 | Alan Jones            | Williams-Ford      | 80      | +36.61 sek.   | 7           | 3       |
| 5   | 4  | Jean-Pierre Jarier    | Tyrrell-Ford       | 80      | +1:04.51      | 10          | 2       |
| 6   | 28 | Clay Regazzoni        | Williams-Ford      | 80      | +1:05.51      | 9           | 1       |
| 7   | 11 | Jody Scheckter        | Ferrari            | 79      | +1 okrążenie  | 5           |         |
| 8   | 26 | Jacques Laffite       | Ligier-Ford        | 79      | +1 okrążenie  | 8           |         |
| 9   | 20 | Keke Rosberg          | Wolf-Ford          | 79      | +1 okrążenie  | 16          |         |
| 10  | 8  | Patrick Tambay        | McLaren-Ford       | 78      | +2 Okrążeń    | 20          |         |
| 11  | 7  | John Watson           | McLaren-Ford       | 78      | +2 Okrążeń    | 15          |         |
| 12  | 31 | Héctor Rebaque        | Lotus-Ford         | 78      | +2 Okrążeń    | 23          |         |
| 13  | 2  | Carlos Reutemann      | Lotus-Ford         | 77      | +3 Okrążeń    | 13          |         |
| 14  | 29 | Riccardo Patrese      | Arrows-Ford        | 77      | +3 Okrążeń    | 19          |         |
| 15  | 30 | Jochen Mass           | Arrows-Ford        | 75      | +5 Okrążeń    | 22          |         |
| 16  | 18 | Elio de Angelis       | Shadow-Ford        | 75      | +5 Okrążeń    | 24          |         |
| 17  | 35 | Bruno Giacomelli      | Alfa Romeo         | 75      | +5 Okrążeń    | 17          |         |
| 18  | 17 | Jan Lammers           | Shadow-Ford        | 73      | +7 Okrążeń    | 21          |         |
| NU  | 3  | Didier Pironi         | Tyrrell-Ford       | 71      | Zawieszenie   | 11          |         |
| NU  | 14 | Emerson Fittipaldi    | Fittipaldi-Ford    | 53      | Silnik        | 18          |         |
| NU  | 6  | Nelson Piquet         | Brabham-Alfa Romeo | 52      | Wypadek       | 4           |         |
| NU  | 1  | Mario Andretti        | Lotus-Ford         | 51      | Hamulce       | 12          |         |
| NU  | 25 | Jacky Ickx            | Ligier-Ford        | 45      | Silnik        | 14          |         |
| NU  | 5  | Niki Lauda            | Brabham-Alfa Romeo | 23      | Wypadł z toru | 6           |         |
| NW  | 9  | Hans Joachim Stuck    | ATS-Ford           |         | Opona         |             |         |
| NZ  | 22 | Patrick Gaillard      | Ensign-Ford        |         |               |             |         |
| NZ  | 24 | Arturo Merzario       | Merzario-Ford      |         |               |             |         |